# Platy
Platy (Xiphophorus maculatus) er en tandkarpe af familien Poeciilidae. Den lever i Mellemamerika bl.a. Mexico og Honduras i søer og åer, der har udløb i havet. Kønsforskelle hos platyen er at hunnens gatfinne er trekantet, medens hannen har et såkaldt gonopodium. Hunnerne kan blive op til 7 cm, mens hannerne kun kan blive 5 cm. Fiskene lever normalt i 2-3 år. De kan antage alle farver, bl.a. sort, måneplaty, mickey mouse platy, red coral platy, solskinsplaty. Sorte platyer har et recessivt gen, dette gen gør at de lettere får cancer end andre arter af platyer.

## Graviditet
Fisken graviditet varer 4 – 5 uger, hvor hunnen bliver rund om maven og ligner hun er ved at sprænge, derudover kommer der en sort plet over gatfinnen. Straks efter fødslen vil moderen og andre akvariefisk begynde at spise af ungerne, så hvis man vil have levende afkom skal man anskaffe sig et yngleakvarie eller en ynglekasse. De får alt imellem 5 og 100 unger, alt afhængig af størrelse og alder; unge platyer får store men få unger, mens ældre platyer får små, men mange unger. De bliver kønsmodne, når de er 5 – 6 måneder gamle.

## Akvarium
Akvariestørrelsen til platyer skal være over 20 liter og temperaturen i akvariet skal være mellem 20 og 26 grader celsius. Vandets pH-værdi skal være på 7,5 – 7,9, men de trives også fint i pH 7,0. Hårdhedsgraden skal være 5 – 15 dH (tyske hårdhedsgrader).

## Foder
Fiskene fodres med frostfoder, tørfoder, dafnier, artemia, salat, myggelarver, tubifex og alger. Hvis ikke der er alger i akvariet eller man fodrer dem med grønt tilskudsfoder vil platyen begynde at spise af planterne.

## Historie
Platyen er ligesom guppyen, blandt de ældste akvariefisk vi har kendskab til. Den blev fundet første gang i 1866 og blev indført i Europa i 1907. Platyen er en meget fredelig, sød og madglad fisk.